# In der Gewalt der Riesenameisen
In der Gewalt der Riesenameisen (Originaltitel: Empire of the Ants) ist ein US-amerikanischer Tierhorrorfilm von Bert I. Gordon aus dem Jahr 1977. Er basiert lose auf der Kurzgeschichte The Empire of the Ants von H. G. Wells.

## Handlung
Von einem Schiff werden Behälter mit radioaktiv verseuchter Flüssigkeit ins Meer geworfen. Die Tonnen landen am Strand einer Insel im Sumpfland von Florida, wo sie auslaufen. Ameisen nehmen die Flüssigkeit auf. Die Grundstücksmaklerin Marilyn Fryser wartet unterdessen auf Kundschaft, um sie per Schiff an ebenjenen Strand zu bringen. Sie will den Interessenten Bauland an den sogenannten Dreamland Shores verkaufen, wo das Ferienzentrum Dreamland Coast entstehen soll. In Wirklichkeit handelt es sich um wertloses Sumpfgelände. Marilyn zur Seite steht Assistent Charlie.
An Bord gehen das alte Ehepaar Velma und Harry Thompson, das junge Paar Christine und Larry Graham, die junge Singlefrau Coreen Bradford, der ebenfalls alleinreisende Joe Morrison, die nach vielen Jahren als Sekretärin entlassene Margaret Ellis sowie das Ehepaar Mary und Thomas Lawson. Gesteuert wird das Schiff von Dan Stokely. Am Strand angekommen, zieht Margaret Dan ins Gespräch. Er rät ihr indirekt ab, Land zu erwerben. Kurz darauf beginnt eine Ferienzentrum-Rundfahrt, auf der Marilyn die verschiedenen Kaufgrundstücke präsentiert. Während einer Pause sondert sich Thomas von der Gruppe ab, wobei ihm kurz darauf seine Frau folgt. Er erkennt, dass gelegte Leitungen im Baubereich nur Fassade sind. Bevor er zur Gruppe zurückkehren kann, wird er von Riesenameisen angegriffen und getötet. Auch seine Frau stirbt. Der Gruppe fällt ihr Fehlen erst auf, als sie bereits weitergefahren ist. Marilyn herrscht Charlie an, nicht umzudrehen. Kurz darauf sehen sie ein Crewmitglied tot am Wegesrand liegen. Joe und Coreen brechen auf, um Thomas und Mary zu finden. Sie sehen die durch Radioaktivität entstandenen Riesenameisen und fliehen zurück zur Gruppe. Auch am Strand sind inzwischen Ameisen aufgetaucht, die das kleine Schiff der Gruppe attackieren. Joe steckt das Schiff an; durch das Feuer sterben einige Tiere.

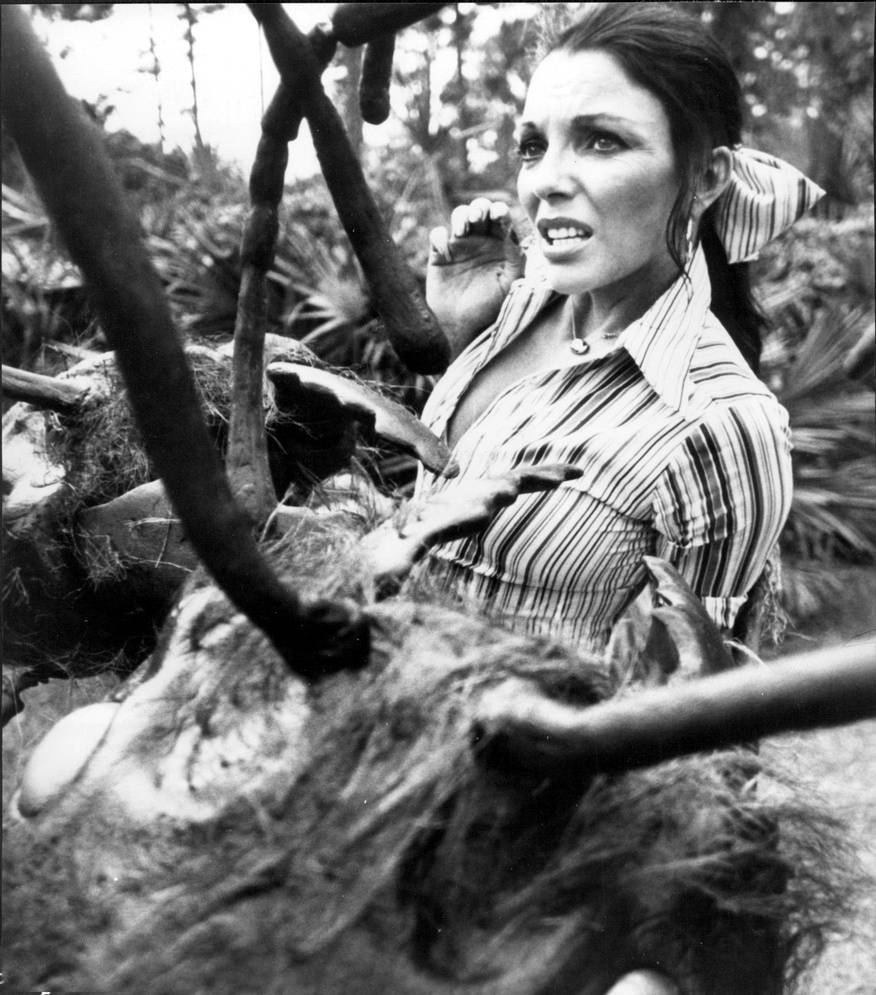
Joan Collins als Marylin Fryser

Die Gruppe verbringt die Nacht am Lagerfeuer, das am nächsten Morgen bei einem Gewitter verlischt. Da ein Ruderboot nur zwei Meilen entfernt an einem Flussufer liegt, bricht die Gruppe auf. Auf dem Weg durch das Waldgebiet werden nacheinander Larrys Frau, Charlie sowie Harry und Velma getötet. Marilyn, Dan, Joe, Larry, Coreen und Margaret gelangen zum Ruderboot, können jedoch nicht unentdeckt fliehen. Immer wieder werden sie von Ameisen angegriffen. Schließlich kentert das Boot, und Larry kommt um. Die anderen fliehen, bis sie an ein Haus gelangen. Die Bewohner rufen den Sheriff, der die Gruppe in die nächste Stadt bringt, die unweit einer Zuckerraffinerie liegt. Der Sheriff verspricht, sich mit seinen Männern um die Riesenameisen zu kümmern.
In der Stadt gelingt es Joe nicht, eine Telefonverbindung zu erstellen. Dan wiederum scheitert daran, einen Leihwagen zu bekommen. Coreen ist verwirrt, weil ihr die Frau am Haus im Wald sagte, sie solle auf keinen Fall in die Zuckerraffinerie gehen. Die Gruppe wird misstrauisch und stiehlt einen Wagen. Bei ihrer Fahrt aus der Stadt wird sie von der Polizei gestoppt und gefangen genommen. Coreen und Joe gelingt zunächst die Flucht, bevor auch sie von der Polizei ergriffen werden. Alle werden zur Zuckerraffinerie gebracht, wo sich die Ameisenkönigin aufhält. Sie hüllt regelmäßig jeden Einwohner der Insel in Pheromonstaub, woraufhin die Menschen Sklaven der Ameisen werden. Auch die betrügerische Marilyn Fryser wird so benebelt und verfällt den Ameisen. Dan jedoch gelingt es, die Ameisenkönigin mit einer Starklicht-Handfackel in Schach zu halten und so auch weitere Ameisen, die in die Raffinerie gekommen sind und sich in Zucker wälzen, zu verunsichern. Dan, Margaret und Coreen fliehen aus der Raffinerie zum Wasser, wo sie ein Motorboot besteigen. Joe leert unterdessen einen Tanklaster auf dem Raffineriegelände und steckt ihn an. Er kann vor der gewaltigen Explosion fliehen und mit den anderen per Motorboot die Gegend verlassen.

## Produktion
In der Gewalt der Riesenameisen wurde in Belle Glade und Jensen Beach, Florida, gedreht. Das Szenenbild stammt von Charles Rosen, während Anthony C. Montenaro die Sets schuf. Die Spezialeffekte lieferten Eric von Buelow und Roy Downey.
In der Gewalt der Riesenameisen wurde erstmals am 29. Juni 1977 in New York City gezeigt und kam im Juli in die US-amerikanischen Kinos. In der Bundesrepublik war der Film ab 24. November 1977 in den Kinos zu sehen. Auf Video erschien er später unter den Titeln Angriff der Nuklearmonster und Killer Termiten.

## Synchronisation
| Rolle               | Darsteller     | Synchronsprecher        |
| ------------------- | -------------- | ----------------------- |
| Marilyn Fryser      | Joan Collins   | Bettina Schön           |
| Dan Stokely         | Robert Lansing | Edgar Ott               |
| Sheriff Art Kincade | Albert Salmi   | Wolfgang Völz           |
| Larry Graham        | Robert Pine    | Thomas Danneberg        |
| Harry Thompson      | Harry Holcombe | Friedrich W. Bauschulte |
| Mary Lawson         | Ilse Earl      | Inge Wolffberg          |

## Rezeption

### Kritiken
Auf der Website Rotten Tomatoes konnte der Film rund 0 Prozent der Kritiker und rund 25 Prozent des Publikums überzeugen, was als sehr schlecht gilt.
„Ein in Buch, Inszenierung und Darstellung gleich langweilender Horrorfilm“, konstatierte der Filmdienst. Für Cinema war der Film „[e]in klarer Fall für den Ameisenbär“.

### Auszeichnungen
Die Academy of Science Fiction, Fantasy & Horror Films nominierte Joan Collins 1978 für einen Saturn Award als Beste Hauptdarstellerin. Auf dem Fantasporto 1982 wurde der Film für einen International Fantasy-Film Award als Bester Film nominiert.